# 1937 en Italie
Chronologie de l'Italie
- 1933
- 1934
- 1935
- 1936
- 1937
- 1938
- 1939
- 1940
- 1941

Cette page concerne l'année 1937 du calendrier grégorien.

## Événements
- 19-21 février : un attentat manqué contre le maréchal Graziani, vice-roi d’Éthiopie, aboutit au massacre d’au moins 3 000 civils éthiopiens à Addis-Abeba par les fascistes italiens[1].
- 2 mars : le Grand Conseil du fascisme décide « la réalisation maximum de l'autarcie en ce qui concerne les besoins militaires et le sacrifice total, si nécessaire, des besoins civils aux besoins militaires »[2].
- 14 mars : encyclique Mit brennender Sorge de Pie XI « sur la situation de l’Église catholique dans l’Empire allemand », condamnant le nazisme[3]. C’est le premier document pontifical évitant le latin et adoptant, vu la gravité du sujet, une langue moderne.
- 18 mars : Mussolini inaugure la Litoranea Balbo et reçoit à Tripoli l'« Épée de l'Islam » (sayf al islam) lors de son séjour en Libye où il se déclare « protecteur de l'islam »[4].
- 19 mars : encyclique Divini Redemptoris de Pie XI sur le « communisme athée »[3].
- 28-29 mars : les communistes italiens se réunissent en congrès à Lyon[5].

- 27 mai : création du Ministère de la Culture populaire (Minculpop)[6].

- 9 juin : les militants antifascistes Sabatino et Carlo Rosselli sont assassinés par la Cagoule à Bagnoles-de-l'Orne[7].

- 26 juillet : le parti communiste italien et le parti socialiste italien signent un pacte d’unité d’action pour mieux mener la lutte contre le fascisme[8].

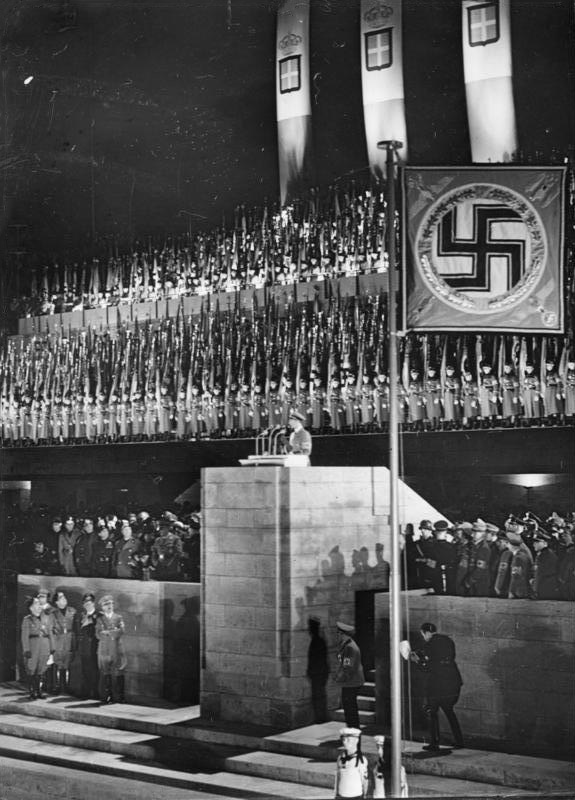
Mussolini à Berlin le 28 septembre.

- 25-29 septembre : Mussolini est reçu à Berlin[9]. Le 28 septembre, au stade olympique de Berlin, il célèbre l’alliance entre l’Italie et l’Allemagne devant 800 000 personnes[10],[11].

- 27 octobre[12] : les organisations de jeunesse, jusqu’alors dépendant du ministère de l’Instruction publique, passent sous la direction du parti et sont regroupées au sein de la GIL (Gioventù Italiana del Littorio).

- 6 novembre : adhésion du royaume d'Italie au pacte anti-Komintern. Mussolini donne le feu vert à Hitler pour l’Anschluss[13].

- 11 décembre : l’Italie quitte la SDN[14].

- Recensement économique en Italie (1937-1938) : 4 162 000 travailleurs dans l’industrie (850 000 de plus qu’en 1927). Ils représentent 30 % de la population active et produisent 34,1 % du revenu brut privé (25,3 % en 1921)[15].

## Culture

### Cinéma

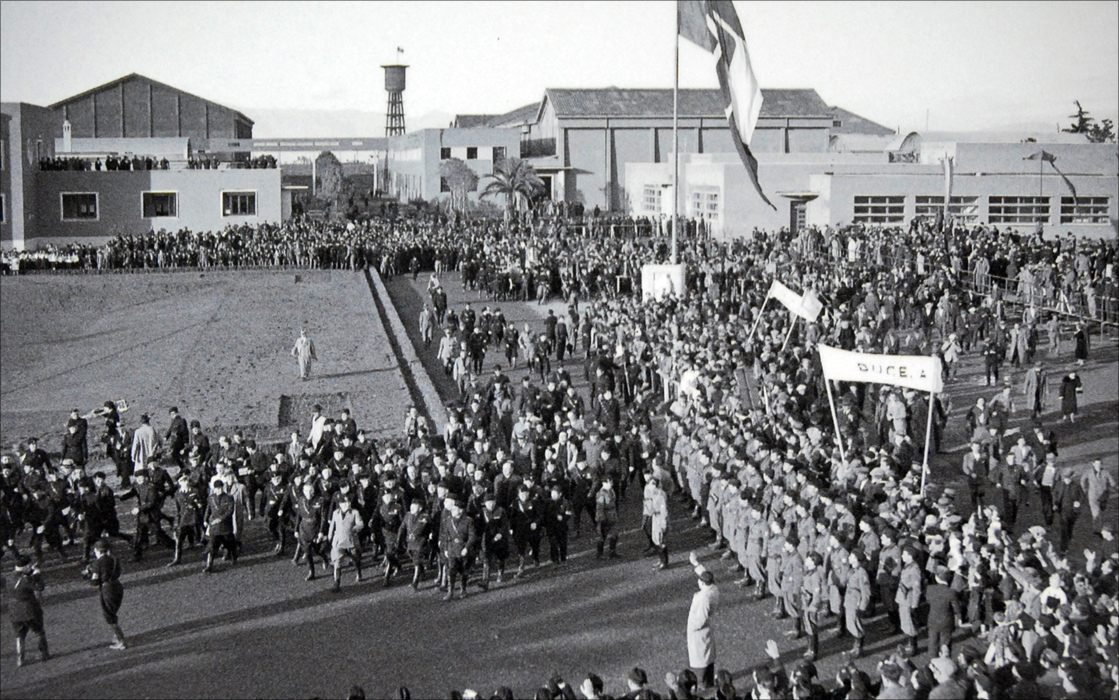
Inauguration de Cinecittà.

- 28 avril : inauguration de Cinecittà à Rome[16].
- 10 août : inauguration du Palais du cinéma de Venise[17].

#### Mostra de Venise
- Coupe Mussolini du meilleur film étranger: Un carnet de bal de Julien Duvivier
- Coupe Mussolini du meilleur film italien : Scipion l'Africain (Scipione l'Africano) de Carmine Gallone
- Coupe Volpi pour la meilleure interprétation masculine : Emil Jannings pour Der Herrscher de Veit Harlan
- Coupe Volpi pour la meilleure interprétation féminine : Bette Davis pour Le Dernier combat (Kid Galahad) de Michael Curtiz et pour Femmes marquées (Marked Woman) de Lloyd Bacon
- Prix de la meilleure réalisation : Robert Flaherty et Zoltan Korda pour Elephant Boy
- Prix du meilleur ensemble artistique : La Grande Illusion de Jean Renoir
- Meilleure photographie : J. Peverell Marley pour Sous les ponts de New York (Winterset) d'Alfred Santell
- Prix du meilleur scénario : Les Perles de la couronne de Sacha Guitry et Christian-Jaque

### Littérature

#### Livres parus en 1937
- Dino Buzzati : Sept étages.

#### Prix et récompenses
- Prix Bagutta : prix non attribué
- Prix Viareggio : Guelfo Civinini (it), Trattoria di paese

## Naissances en 1937
- 11 février : Mauro Staccioli, sculpteur.  († 1er janvier 2018)
- 12 février : Nino Fuscagni, acteur. († 19 juillet 2018)
- 25 avril : Nazzareno Zamperla, acteur et cascadeur. (° 19 mars 2020)
- 27 juillet : Detto Mariano, auteur-compositeur, pianiste, arrangeur, producteur et éditeur de musique,  ayant collaboré notamment avec Adriano Celentano, Lucio Battisti, Milva et Bobby Solo. († 25 mars 2020)
- 20 août : Stelvio Cipriani, compositeur. († 1er octobre 2018)
- 14 novembre : Carlo Federico Grosso, avocat et juriste. († 23 juillet 2019)
- 18 novembre : Adolfo Lastretti, acteur. († 5 mai 2018)

## Décès en 1937
- 5 février : Francis La Monaca (Francesco La Monaca), 51 ans, peintre et sculpteur italien, naturalisé français.  (° 10 février 1882)
- 15 février : Vincenzo Lancia,  pilote automobile et industriel.
- 27 avril : Antonio Gramsci, 46 ans, philosophe, écrivain et théoricien politique, membre fondateur du Parti communiste italien. (° 22 janvier 1891)
- 2 novembre : Leonardo Bazzaro,  83 ans, peintre principalement de paysages et de veduta. (° 13 décembre 1853)